# Aphodius erraticus
Aphodius erraticus là một loài bọ cánh cứng trong họ Scarabaeidae. Loài này được Linnaeus miêu tả khoa học năm 1758.

## Hình ảnh

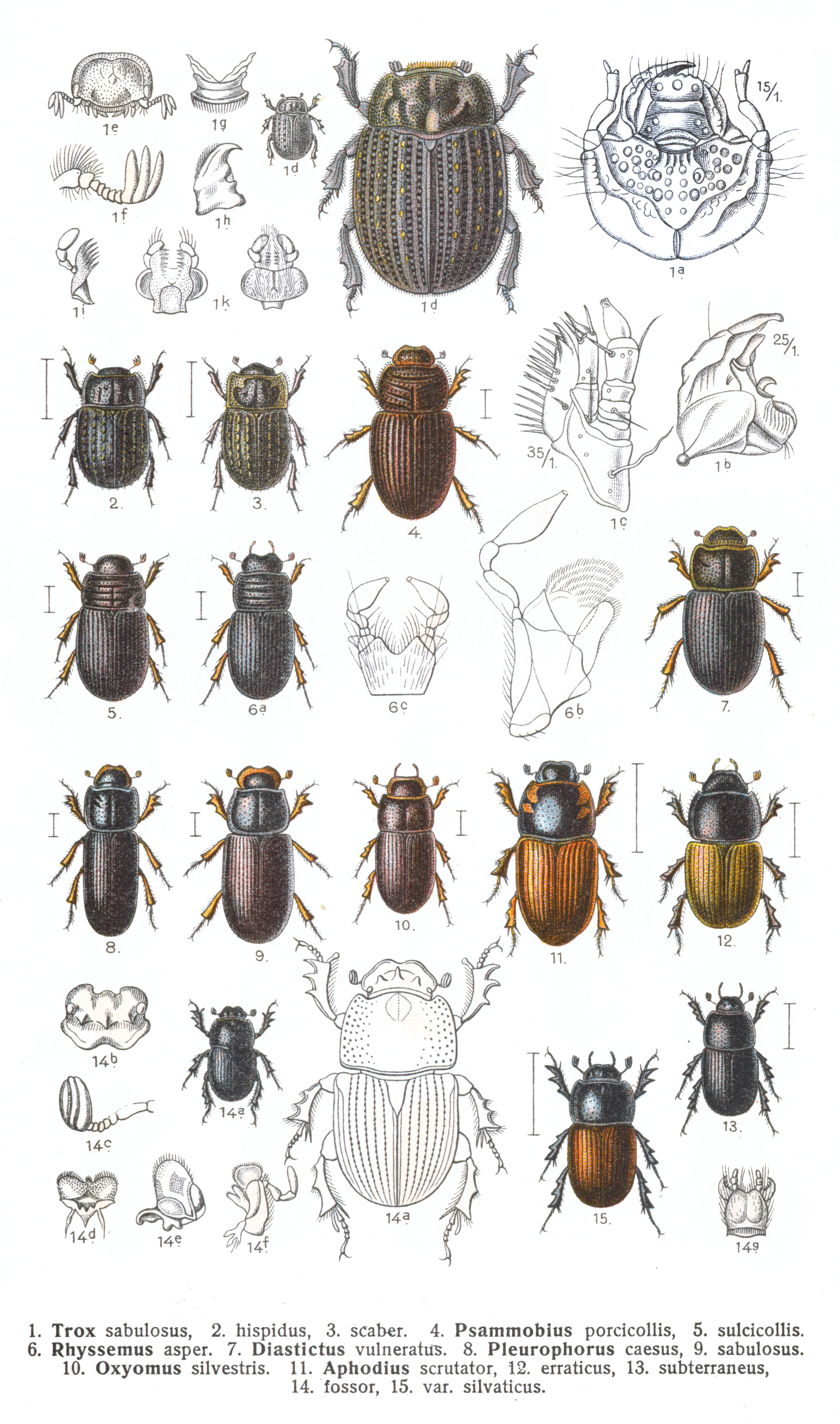